# Domenico Benivieni
Domenico Benivieni (Firenze, 1460 circa – 1507) è stato un religioso italiano.

Scala della vita spirituale sopra il nome di Maria, 1497

Paolo Benivieni era suo padre, Girolamo e Antonio suoi fratelli.
Era noto come cultore di testi aristotelici, logica e di teologia, lodato anche da Marsilio Ficino. Dal 1479 al 1481 fu lettore di logica nello studio pisano. Divenne poi spedalingo all'ospedale di Pescia.
Dal 1492 diventò uno dei principali difensori di Girolamo Savonarola e della sua opera purificatrice. Dal 16 febbraio 1498 gli fu vietato di assistere alle prediche di Savonarola e non fu più dispensato dalla partecipazione al coro della sua basilica, da cui fu poi sospeso.

## Opere
- Domenico Benivieni, Trattato in defensione della dottrina di Girolamo Savonarola, Impresso in Firenze, Francesco Bonaccorsi, Piero Pacini, 1496. URL consultato il 10 aprile 2015.
- Domenico Benivieni, Dialogo della verità della dottrina predicata da Savonarola, Firenze, Bartolomeo de' Libri, 1497. URL consultato il 10 aprile 2015.
- Domenico Benivieni, Epistola responsiva alle calunnie contro Girolamo Savonarola, Firenze, Lorenzo Morgiani, 1497. URL consultato il 10 aprile 2015.
- Domenico Benivieni, Scala della vita spirituale sopra il nome di Maria, Firenze, Bartolomeo de' Libri, 1497. URL consultato il 10 aprile 2015.